# Eugen von Müller
Eugen Oskar von Müller (5. listopadu 1829 Brno – 24. listopadu 1891 Fischering, Korutany) byl rakousko-uherský generál. V c. k. armádě sloužil od roku 1848, jako důstojník pěchoty bojoval v několika válečných taženích a postupoval v hodnostech. V roce 1878 byl povýšen do šlechtického stavu a závěr kariéry strávil jako polní podmaršál v Lublani. Po jeho smrti bylo potomstvo povýšeno do stavu svobodných pánů (1894).

## Životopis
Pocházel z Brna a do armády vstoupil jako kadet u 3. pěšího pluku v roce 1848, v revolučních letech 1848–1849 se zúčastnil bojů v Itálii, mimo jiné se zúčastnil bitvy u Novary. Jako poručík později sloužil u 6. pěšího pluku a v roce 1854 byl povýšen na nadporučíka. V roce 1858 byl v hodnosti kapitána přidělen ke službě u generálního štábu, za války se Sardinií bojoval v bitvě u Solferina a jako major (1860) poté přešel k 25. pěšímu pluku. V roce 1862 byl povýšen na podplukovníka a sloužil u pluku polních myslivců, souběžně vykonával funkci pobočníka u vrchního velitele armády Benedeka. V roce 1866 se zúčastnil prusko-rakouské války a v roce 1867 dosáhl hodnosti plukovníka. Byl velitelem 20. pluku polních myslivců, později velel 35. pěšímu pluku v Plzni a byl také pobočníkem arcivévody Albrechta.
V roce 1875 byl povýšen do hodnosti generálmajora a stal se velitelem 2. pěší brigády v Klagenfurtu, o rok později byl jako brigádní velitel přeložen do Kluže. V roce 1878 se podílel na rakousko-uherské okupaci Bosny a Hercegoviny. V roce 1879 byl povýšen do hodnosti polního podmaršála a převzal velení 17. pěší divize ve Velkém Varadínu, později byl přeložen jako velitel 28. pěší divize do Lublaně. K datu 1. dubna 1884 byl penzionován.
Za zásluhy na bojišti získal několik ocenění, byl nositelem rytířského kříže Leopoldova řádu s válečnou dekorací, Řádu železné koruny III. třídy, Vojenského záslužného kříže a Válečné medaile. Obdržel také vyznamenání od zahraničních panovníků, byl nositelem ruského Řádu sv. Anny II. třídy, ruského Řádu sv. Vladimíra III. třídy, Řádu württemberské koruny a bádenského Řádu zähringenského lva. V roce 1878 byl povýšen do šlechtického stavu s titulem rytíř. Při odchodu do výslužby mu byl udělen Řád železné koruny II. třídy a řádové stanovy mu umožnily požádat o povýšení do stavu svobodných pánů. K tomu ale již nedošlo, titul barona byl udělen až v roce 1894 jeho synovi. 
V roce 1874 se oženil s Annou Antonií, rozenou Lautingerovou (1850–1875). Z manželství se narodil syn Eugen Anton (1875–1931), který sloužil v armádě a za otcovy zásluhy byl v roce 1894 povýšen do stavu svobodných pánů. Od roku 1909 byl majitelem zámku Bokalce v Kraňsku a v roce 1918 obdržel predikát von Dithenhof. Potomstvo dnes žije v Rakousku a Německu.  